# Lodgatan

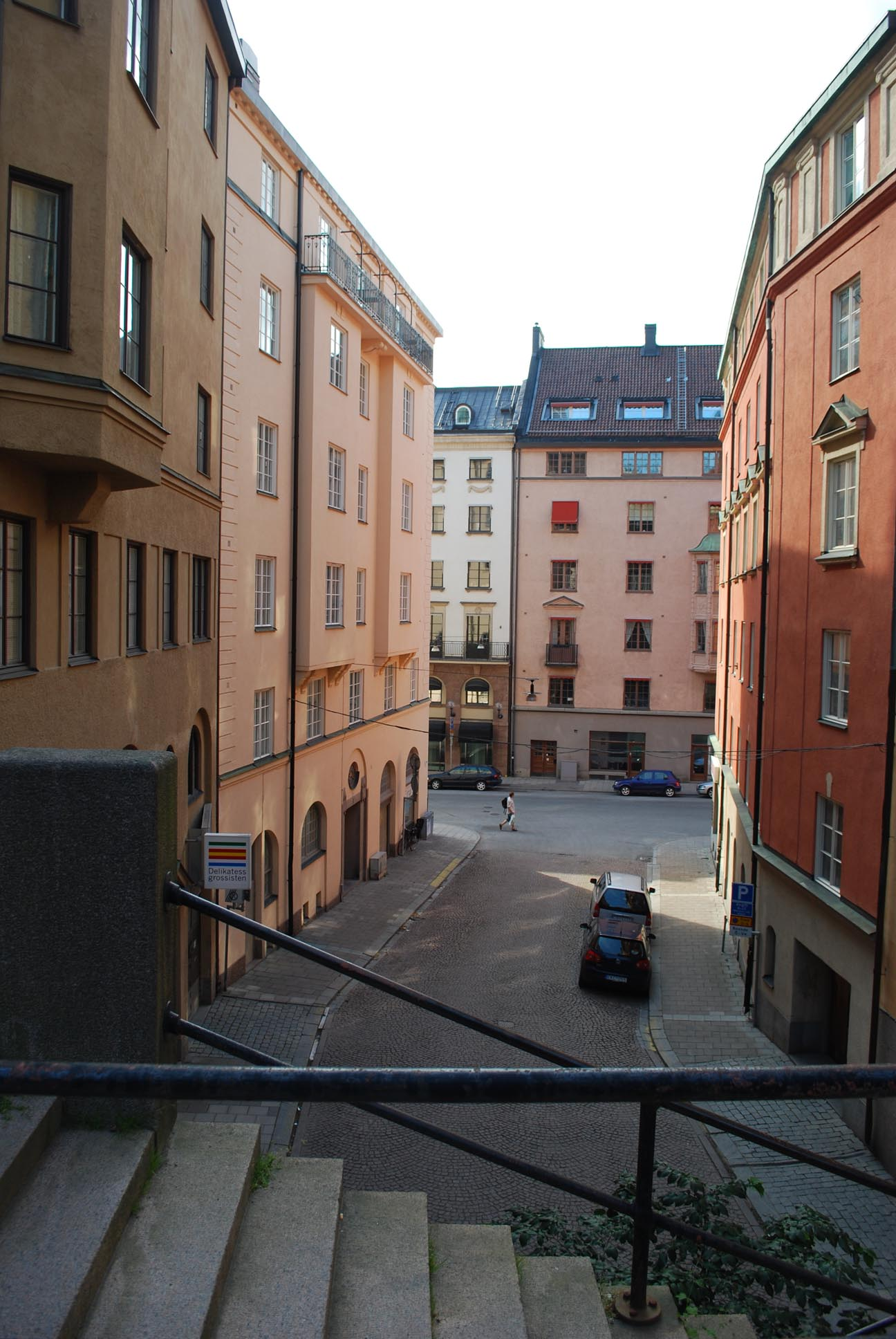
Lodgatan från Eriksbergsgatan, i fonden Rådmansgatan, juli 2009.

Lodgatan är en gata på Östermalm i Stockholms innerstad, med sträckning från Eriksbergsgatan till Rådmansgatan. Till följd av den stora nivåskillnaden löper en trappa ner i gatans början från den högre liggande Eriksbergsgatan.
Gatans sträckning bestämdes i och med utformandet av Eriksbergsområdet, och fick 1909 namnet Lodgatan. Detta efter att beredningsutskottet avslagit de tidigare föreslagna namnen Eriksbergs Västra Trappgata och Eriksbergs Östra Trappgata (vilken istället kom att namnges Hammargatan) då risken för förväxling var stor. Timmermanordens närbelägna lokaler och symboler har antagligen inspirerat till de nya namnen.

## Byggnader
Byggnaderna längs gatan är uppförda i klassicistisk stil med putsade stenfasader. Parentesen nedan anger byggår.
- Lodgatan 1 (1916–1918), arkitekt Anton Wallby
- Lodgatan 2 (1922–1925), arkitekt Josef Östlihn
- Lodgatan 3 (1916–1921, arkitekter Hagström & Ekman
- Lodgatan 4 (1923–1924), arkitekt Hjalmar Westerlund